# Étoile du Nord

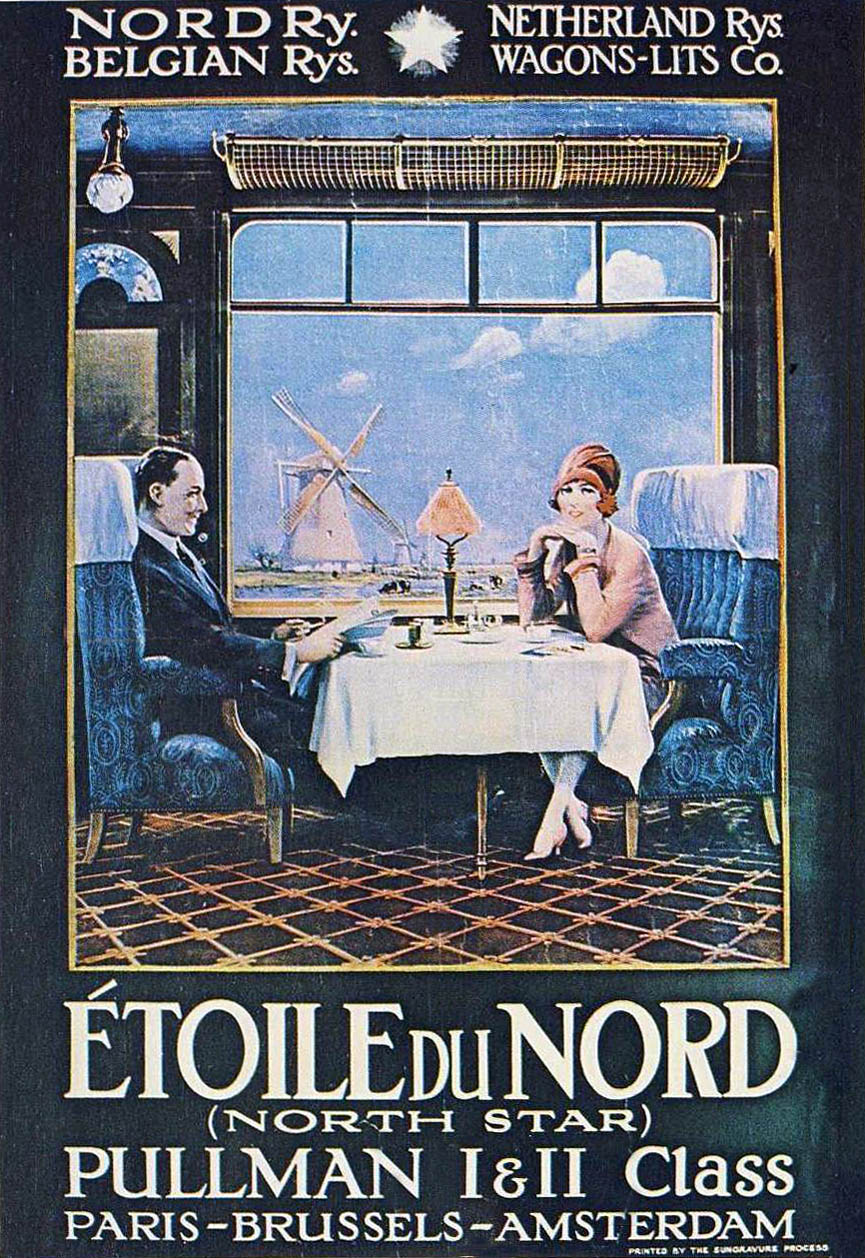
Werbeplakat für den Étoile du Nord von 1927

Der Étoile du Nord war ein Fernzug, der von 1927 bis 1995 zwischen Paris und Amsterdam verkehrte. Lediglich während des Zweiten Weltkriegs verkehrte der Zug nicht. Von 1927 bis 1939 verkehrte er als Pullman-Express der Compagnie Internationale des Wagons-Lits (CIWL), ab 1946 als Schnellzug und ab 1957 als Trans Europ Express. Von 1984 bis 1987 fuhr er als Intercity und bis zu seiner Einstellung 1995 schließlich als Eurocity.

## Pullman-Express

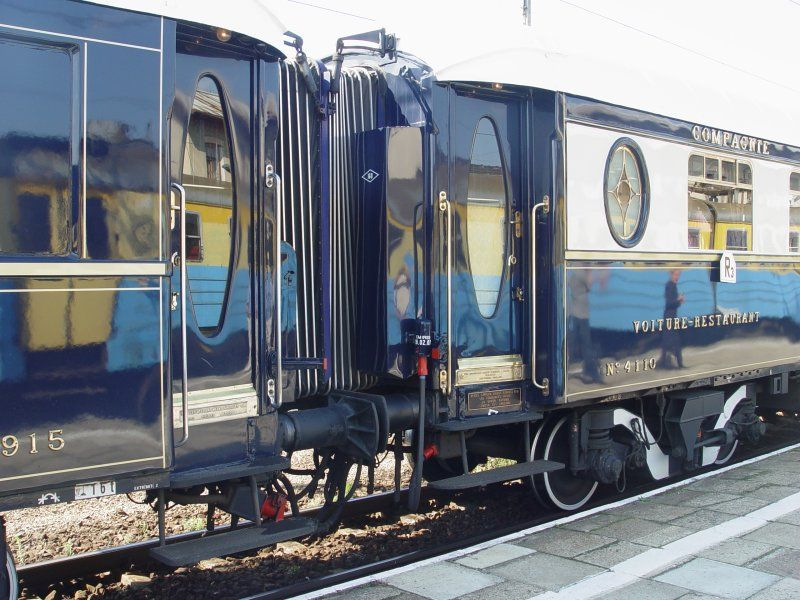
Wagen 4110 der CIWL, der zur Bauart „Étoile du Nord“ gehörende Wagen wird seit Anfang der 1980er Jahre als Speisewagen im Venice Simplon-Orient-Express eingesetzt.

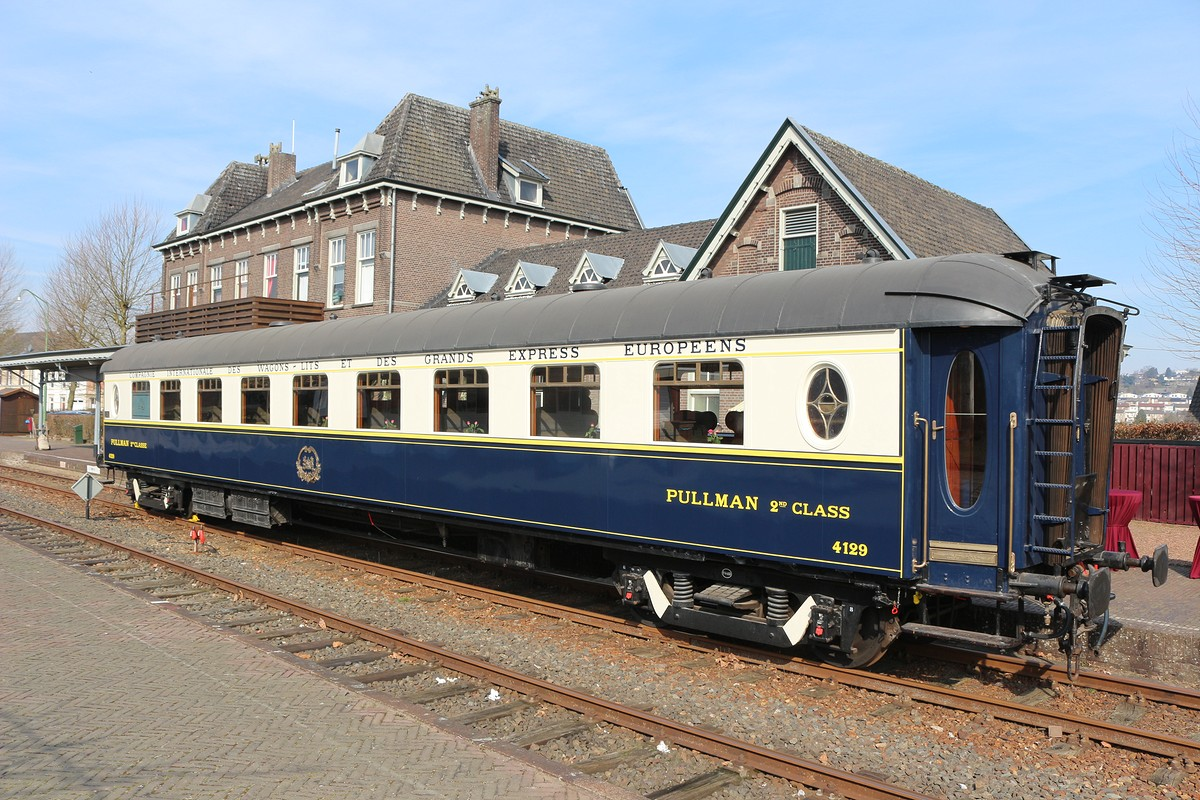
Pullmanwagen 2. Klasse Nr. 4129, Bauart „Étoile du Nord“

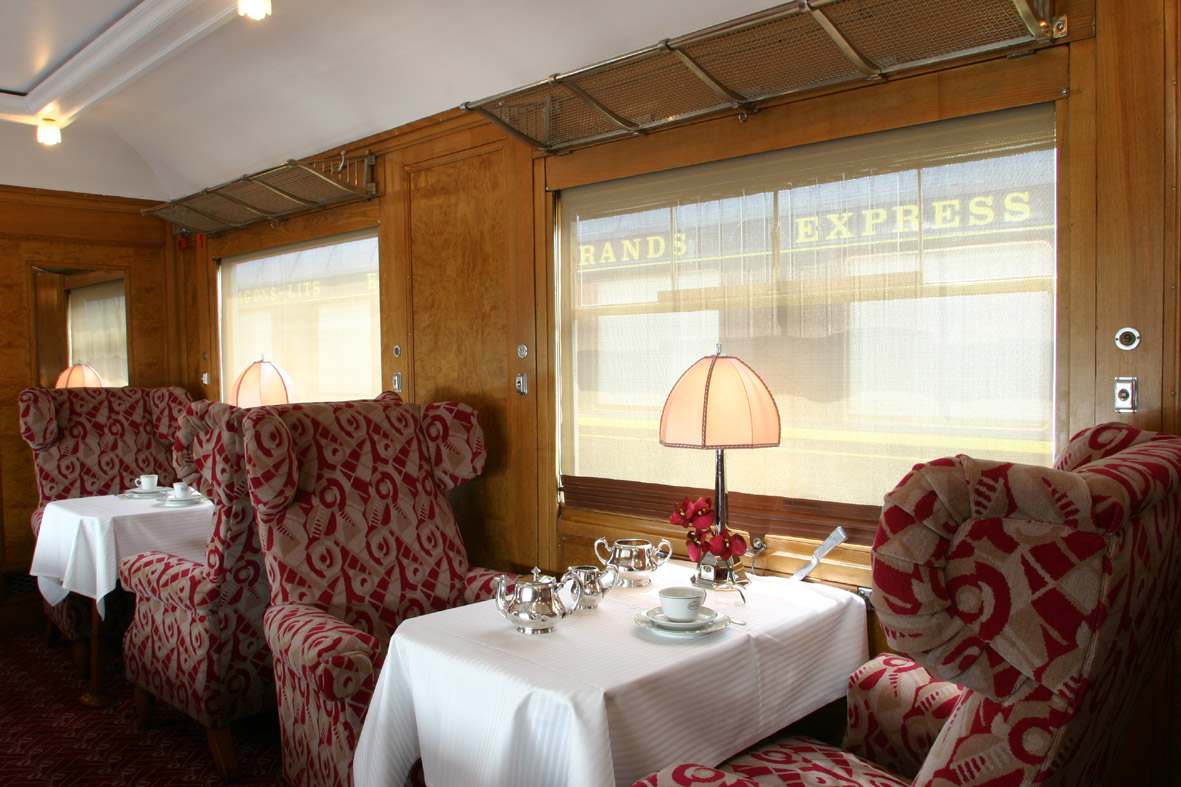
Inneneinrichtung eines Pullmanwagens 1. Klasse

Aufgrund der guten Erfahrung mit Pullmanzügen in Großbritannien begann die CIWL ab 1925 mit dem Aufbau eines Netzes von Pullmanzügen auch auf dem europäischen Festland. Nachdem sich der 1926 eingeführte Flèche d’Or zwischen Paris und Calais als wirtschaftlicher Erfolg erwiesen hatte, führte die CIWL in Abstimmung mit der französischen Chemin de Fer du Nord, der Nationalen Gesellschaft der Belgischen Eisenbahnen sowie den Nederlandse Spoorwegen auch auf der stark frequentierten Verbindung von Paris über Brüssel und Antwerpen nach Amsterdam einen Pullman-Express ein. Benannt wurde er entsprechend der von Paris ausgehenden Fahrtrichtung nach dem auch als Nordstern bezeichneten Polarstern.
Erstmals setzte die CIWL in diesem Luxuszug auch Pullmanwagen der damaligen zweiten Wagenklasse ein. Die zuvor eingeführten Züge waren ausschließlich mit Wagen der ersten Klasse ausgestattet worden. Für die erste Klasse verwendete die CIWL Fahrzeuge aus den bis dahin beschafften Fahrzeugserien, für den Étoile du Nord und weitere geplante Pullmanzüge beschaffte sie Anfang 1927 bei der britischen Birmingham Railway Carriage and Wagon Company 40 Stück der neuen, ausschließlich als Wagen zweiter Klasse ausgeführten Bauart „Étoile du Nord“. Entsprechend dem Prinzip der Pullmanwagen mit Am-Platz-Service ohne separaten Speisewagen war die Hälfte der Wagen mit einer Küche ausgestattet. Jeweils ein Wagen mit und einer ohne Küche wurden zusammen als sogenannten Couplage eingesetzt.
Seine erste Fahrt absolvierte der Étoile du Nord am 5. Mai 1927, wobei die Eröffnungsfahrt allerdings in Brüssel eine etwa dreistündige Pause einlegte. Während dieser Zeit gab die belgische Staatsbahn den Ehrengästen einen Empfang. Der Plandienst begann erst am 15. Mai. Die Zugläufe begannen in Paris und Amsterdam jeweils am späten Vormittag, das Ziel erreichten sie am frühen Abend. Zusammengesetzt war der Zug zunächst aus einer Couplage erster Klasse und zwei Couplages zweiter Klasse, am Zuganfang und Zugschluss war jeweils ein Gepäckwagen eingeordnet. Sehr bald musste aufgrund der hohen Nachfrage eine weitere Couplage für die erste Klasse ergänzt werden. Damit bestand der Étoile du Nord aus insgesamt 10 Wagen und war einer der längsten Pullmanzüge. Aufgrund der hohen Nachfrage besonders auf dem südlichen Abschnitt führte die CIWL ab Mai 1929 als zweiten Pullmanzug den Oiseau Bleu mit dem Laufweg Paris – Brüssel – Antwerpen ein. Die CIWL bewarb ihre Pullmanzüge mit einem erheblichen Aufwand, unter anderem mit Plakaten des bekannten Plakatkünstlers Cassandre.
Bereits vor dem Zweiten Weltkrieg fuhr der Étoile du Nord ohne fahrplanmäßigen Halt zwischen Paris Gare du Nord und Brüssel Midi. Erstmals waren bei einem internationalen Fernzug auch keine Aufenthalte mehr an Grenzbahnhöfen nötig. Die Pass- und Zollkontrolle erfolgte im fahrenden Zug, das Gepäck wurde vor Abfahrt und nach der Ankunft verzollt. Bis zu Kriegsausbruch blieben der Étoile du Nord und der Oiseau Bleu damit eine Ausnahme innerhalb des europäischen Eisenbahnnetzes. Er gehörte auch aufgrund der damit möglichen Zeitersparnis zu den schnellsten europäischen Zügen seiner Zeit. Die Fahrtzeit lag bei etwa sieben bis acht Stunden.
Mit Ausbruch des Zweiten Weltkriegs fuhr der Étoile du Nord letztmals am 3. September 1939 und wurde wie alle anderen Pullmanzüge eingestellt.

## Schnellzug

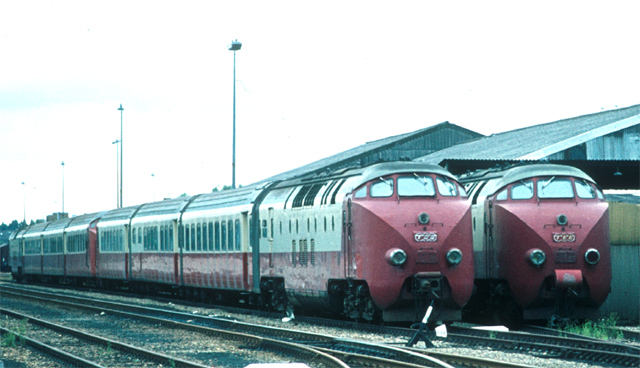
Die von 1957 bis 1964 im „Étoile du Nord“ eingesetzten Triebzüge RAm/DE IV

Nach dem Krieg kam der Étoile du Nord 1946 wieder in Betrieb. Er verkehrte allerdings nicht mehr als Pullman-Express, sondern als normaler Schnellzug. Neben normalen Sitzwagen der ersten und zweiten Klasse sowie einem Speisewagen führte er allerdings auch eine gemischte Couplage von Pullmanwagen beider Klassen.

## Trans Europ Express

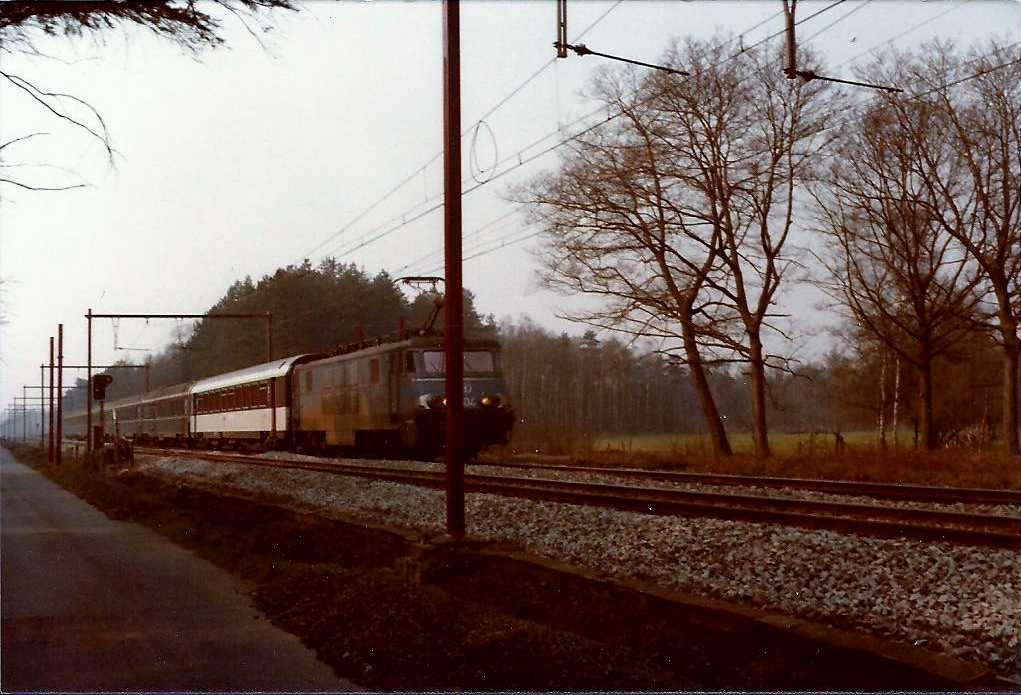
Der TEE „Étoile du Nord“ 1979 bei Amsterdam, bespannt mit E-Lok der SNCB-Reihe 15

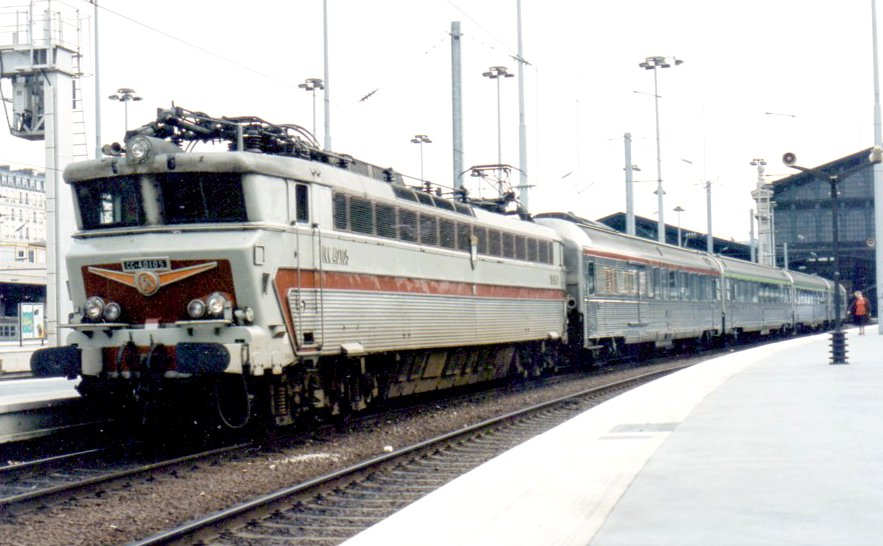
Der „Étoile du Nord“ als Eurocity 1995 im Pariser Gare du Nord mit der CC 40105 an der Spitze des Zuges

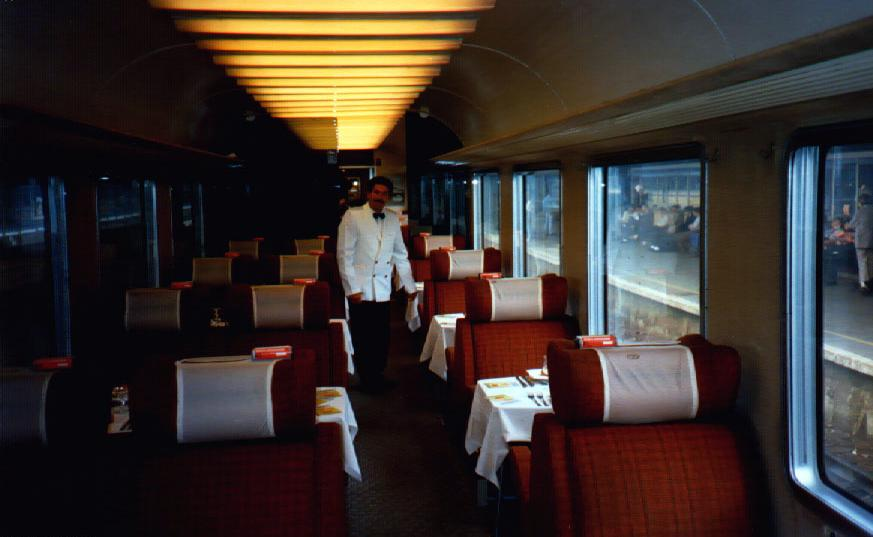
In mehreren Wagen wurden mehrgängige Mahlzeiten am Platz serviert (1991)

Mit der Einführung des TEE-Netzes am 2. Juni 1957 wurde auch der Étoile du Nord Teil dieses Netzes. Allerdings änderte sich seine Fahrplanlage. War der Zug bislang jeweils vormittags bzw. morgens gestartet, so fuhr der TEE jetzt am Morgen von Amsterdam nach Paris, wo er am frühen Nachmittag eintraf. Am späten Nachmittag ging es dann zurück nach Amsterdam, Ankunft war dort am späten Abend. In der bisherigen Fahrplanlage verblieb ein normaler Schnellzug ohne Namen, der auch noch bis 1963 einen Pullmanwagen mitführte.
Eingesetzt wurde zunächst der niederländisch-schweizerische Dieseltriebzug RAm/DE IV. Gegenüber der Fahrtzeit der dampfbespannten Vorgänger konnte der TEE erheblich beschleunigt werden und erreichte eine Fahrtzeit von etwa fünfeinhalb Stunden. Dieser war allerdings für die stark nachgefragte Strecke zu klein und häufig überfüllt. Aufgrund der zahlreichen Beschwerden von Fahrgästen erhielt der Étoile du Nord bereits wenige Monate später am 1. März 1958 einen Entlastungszug zwischen Paris und Brüssel unter dem gleichen Namen, der jeweils wenige Minuten vor dem Stammzug verkehrte. Da keine weiteren RAm/DE IV verfügbar waren, stellte die französische SNCF einen TEE-Triebwagen vom Typ X 2700/RGP 825 für diese Leistung.
Da inzwischen die Strecken zwischen Paris, Brüssel und Amsterdam durchgehend elektrifiziert waren, stellten die beteiligten Bahnen den Étoile du Nord 1964 auf einen lokbespannten Wagenzug um. Die speziell für die Strecke beschafften Inox-Wagen des neuen Typs PBA (die Abkürzung stand für Paris-Brüssel-Amsterdam) wurden von den ebenfalls neuen E-Loks der Reihe SNCF CC 40100 gezogen, die als Mehrsystemlokomotiven für die drei unterschiedlichen Stromsysteme der Strecke geeignet waren. Gelegentlich wurden auch Loks der NMBS/SNCB-Reihe 15 eingesetzt. Die Fahrtzeit sank damit auf fünf Stunden. Ab Winterfahrplan 1974/75 wurden zusätzlich Wagen des Typs Mistral 69 eingesetzt, was das Komfortniveau nochmals deutlich verbesserte. Als Speisewagen dienten mehrere mit Tischen ausgestattete Großraumwagen der ersten Klasse.
Der Étoile du Nord war stets gut nachgefragt. Im Zuge der schrittweisen Einstellung der TEE-Züge entschlossen sich die beteiligten Bahnen dennoch, auch diesen Zug mit beiden Wagenklassen anzubieten. Mit Ende des Winterfahrplans 1983/84 am 1. Juni 1984 wurde der Étoile du Nord daher zum zweiklassigen Intercity. Dazu erhielten mehrere Großraumwagen eine dichtere 2+2-Bestuhlung ohne Rücksicht auf die Fensterteilung, die Plätze in den Generatorwagen wurden ohne Umbau für die zweite Klasse freigegeben.

## Intercity und Eurocity
Ergänzt um Wagen der zweiten Klasse fuhr der Étoile du Nord ansonsten weitgehend unverändert seine Strecke. 1987 wechselte die Zuggattung erneut, der Zug wurde Teil des Eurocity-Netzes. Als Eurocity verkehrte der Zug schließlich bis 1996 und wurde dann im Zuge der Einführung des Thalys eingestellt.